# Parasemus pallens
Parasemus pallens is een keversoort uit de familie glanzende bloemkevers (Phalacridae). De wetenschappelijke naam van de soort werd in 1932 gepubliceerd door Arthur Mills Lea.